# Coates Building
Het Coates Building (ook 555 Madison Avenue en het Marine Midland Bank Building) is een kantoorgebouw aan Madison Avenue in Midtown Manhattan in New York. Het gebouw werd tussen 1958 en 1959 gebouwd en telt 32 verdiepingen. De hoogte van het Coates Building bedraagt 118 meter en de oppervlakte bedraagt 42.000 m². De gevel van het gebouw bestaat uit glas, maar in de gevel is ook brons en roestvrij staal verwerkt.
Het Coates Building werd halverwege de jaren 90 voor meerdere miljoenen dollars gerenoveerd. Bij de renovatie werd een nieuwe lift geïnstalleerd, werd de airconditioning vervangen en werd de lobby vernieuwd. In de nieuwe lobby zit Frans kalksteen verwerkt. Ook heeft de nieuwe lobby een muur waarlangs water stroomt en een modern hoogreliëf gemaakt in 1994 door Robert Perless, genaamd "Isis". Na de renovatie is het Coates Building ook milieuvriendelijker gemaakt en zo kreeg het gebouw in 2009, 2012 en 2013 een Environmental Protection Agency (EPA) Energy Star-label.

## Ligging
Het Coates Building is gelegen in Midtown Manhattan aan Madison Avenue tussen East 55th Street en East 56th Street. Er bevinden zich vier metrostations in de directe omgeving van de toren. Dat zijn: het vier blokken noordelijker en het twee blokken westelijker gelegen 5th Avenue aan lijnen N, Q en R, het één blok noordelijker en twee blokken westelijker gelegen 57th Street aan lijn F, het twee blokken zuidelijker en één blok westelijker gelegen 5th Avenue/53rd Street aan lijnen E en M en het twee blokken oostelijker en vier blokken noordelijker gelegen Lexington Avenue/59th Street aan de lijnen 4, 5, 6, 6d, N, Q en R. Het Coates Building grenst aan drie gebouwen, namelijk in het oosten aan het restaurant Chef's Kitchen, in het zuidoosten aan de New York Friars Club en in het zuidwesten aan 551 Madison Avenue. Aan de andere kant van East 56th Street bevindt zich 575 Madison Avenue, aan de andere kant van 55th Street bevinden zich 540 Madison Avenue en Park Avenue Place en aan de andere kant van Madison Avenue bevindt zich het Sony Building. Andere opvallende gebouwen in de directe omgeving van 575 Madison Avenue zijn de 58 verdiepingen tellende Trump Tower, het 42 verdiepingen tellende Fuller Building, het 50 verdiepingen tellende General Motors Building en het 52 verdiepingen tellende Four Seasons Hotel New York.